# Smidtia orientalis
Smidtia orientalis är en tvåvingeart som först beskrevs av Borisova 1962.  Smidtia orientalis ingår i släktet Smidtia och familjen parasitflugor. Inga underarter finns listade i Catalogue of Life.